# Menace Ruine
Menace Ruine je kanadské hudební duo založené roku 2005 v Montréalu původně pod názvem Menace of Ruin multiinstrumentalistou S. de La Mothem (Steve Lamothe) a zpěvačkou/hudebnicí Geneviève Beaulieu. 
V tomto období, kdy se Geneviève intenzivně věnovala veganství a se Stevem nazývali svou tvorbu "vegan synth-trash-metal", vznikla nahrávka Anthems to the Disembodied, která však vyšla až o 10 let později u jejich vlastního labelu Union Finale. Texty byly inspirovné knihou britského spisovatele Colina Spencera The Heretic's Feast: A History of Vegetarianism.
Cca v roce 2007 se rozhodli upravit název na Menace Ruine, aby se odlišili od původní hudební produkce zaměřené na thrash metal a elektronickou hudbu. Jejich nová tvorba je mixem dark ambientu, avantgardního black metalu, drone metalu a neofolku. Texty se často zaměřují na témata okultismu a osudu.
Debutové studiové album Cult of Ruins vyšlo v roce 2008 u kanadského vydavatelství Alien8 Recordings. Krátce poté vyšla pro stejnou firmu i druhá řadová deska The Die Is Cast.

## Diskografie
Dema
- Demo 2006 (2006)
- In Vulva Infernum (2007)

Studiová alba
- Cult of Ruins (2008)
- The Die Is Cast (2008)
- Union of Irreconcilables (2010)
- Alight in Ashes (2012)
- Venus Armata (2014)
- Anthems to the Disembodied (2016) – vydáno po 10 letech od vzniku
- Nekyia (2022)

EP
- Sigil Sessions (2010)